# Desinec, Črnomelj
Desinec este o localitate din comuna Črnomelj, Slovenia, cu o populație de 57 de locuitori.